# E. Haldeman-Julius
Emanuel Haldeman-Julius (30 de julho de 1889 - 31 de julho de 1951) foi um escritor socialista judeu-americano, pensador ateu, reformador social e editor. Ele é mais lembrado como o chefe da editora Haldeman-Julius Publications, responsável por uma série de livretos conhecidos como Little Blue Books, cuja venda total alcançou centenas de milhões de cópias.

## Biografia

### Primeiros Anos
Emanuel Julius nasceu em 30 de julho de 1889, na Filadélfia, Pensilvânia. Seu pai, David Julius, trabalhava como encadernador. Seus pais eram emigrantes judeus, que fugiram de Odessa (então parte do Império Russo), e emigraram para os Estados Unidos para escapar da perseguição religiosa. Seus avós paternos e maternos foram rabinos, mas seus próprios pais não eram religiosos. "[Eles] foram indiferentes, pelo que lhes agradeço."
Quando menino, Haldeman-Julius lia vorazmente. A literatura e os panfletos produzidos pelos socialistas eram baratos; ele os lia, e passou a acatar os argumentos. Em 1913 ele declarou: "Apenas quatro anos atrás, eu era um operário - trabalhando como escravo em uma fábrica têxtil, na Filadélfia. Deparei-me com a filosofia do socialismo, e ela incutiu-me um novo espírito. Isso me puxou das profundezas e apontou o caminho para algo mais alto. Comecei a ansiar por expressão. Eu senti que tenho algo a dizer. Então, eu anotava as coisas. E, para minha surpresa, os editores socialistas me encorajaram um pouco." Ele ingressou no Partido Socialista antes da Primeira Guerra Mundial, e foi candidato do partido ao Senado em 1932, pelo estado do Kansas.

### Carreira
Depois de trabalhar para diversos jornais, Haldeman-Julius se destacou como editor do Appeal to Reason, entre os anos de 1915 a 1922, um jornal socialista de circulação nacional expressiva, mas em declínio. Ele e sua primeira esposa, Marcet Haldeman, compraram a operação de impressão do Appeal to Reason em Girard, Kansas, e começaram a imprimir 3.5 in × 5 in (89 mm × 127 mm) livros de bolso em papel de celulose barato (semelhante ao usado nas revistas pulp), grampeados em capa de papel. Estes foram os primeiros a serem chamados de The Appeal's Pocket Series, e vendidos em 1919 por 25 centavos. As capas eram vermelhas ou amarelas. Nos anos seguintes, Haldeman-Julius mudou o nome dos livretos diversas vezes, para The People's Pocket Series, Appeal Pocket Series, Ten Cent Pocket Series, Five Cent Pocket Series, Pocket Series e, finalmente, em 1923, Little Blue Books. O preço de cinco centavos dos livros permaneceu em vigor por muitos anos. Muitas obras da literatura clássica receberam títulos extravagantes, para aumentar as vendas. Por fim, milhões de cópias foram vendidas anualmente na década de 1920.
Em 1922, eles renomearam o Appeal to Reason, que passou a se chamar The Haldeman-Julius Weekly (conhecido de 1929 a 1951 como The American Freeman). Em 1924 foi lançada a The Haldeman-Julius Monthly (mais tarde renomeada como The Debunker ), que dava maior ênfase no pensamento livre. Em 1932 criaram o The Militant Atheist, entre outros periódicos que também foram lançados pelo casal.

O romancista Louis L'Amour (1908-1988) descreveu as publicações de Haldeman-Julius em sua autobiografia, e seu potencial de influência:
"Em um trem de carga saindo de El Paso tive meu primeiro contato com os livretos da coleção Little Blue Books. Outro mendigo estava lendo um e, quando terminou, me deu. Os Little Blue Books foram uma dádiva de Deus para os homens errantes e, sem dúvida, para muitos outros. Publicados em Girard, Kansas, por Haldeman-Julius, eram pouco maiores que uma carta de baralho, e tinham capas de papel azul-celeste com títulos impressos em preto. Acredito que eram cerca de três mil livretos, ao todo, e eram vendidos nas bancas de jornal por 5 ou 10 centavos cada um. Várias vezes, nos anos seguintes, carreguei dez ou quinze deles nos bolsos, lendo quando podia. Entre os livros disponíveis, estavam as peças de Shakespeare, coleções de contos de De Maupassant, Poe, Jack London, Gogol, Gorky, Kipling, Gautier, Henry James e Balzac. Havia coletâneas de ensaios de Voltaire, Emerson e Charles Lamb, entre outros. Tinha livros sobre história da música, da arquitetura, da pintura, os princípios da eletricidade; de modo geral, os livros ofereciam uma ampla gama de literatura e ideias. […] Nos anos que se seguiram, li centenas de Little Blue Books, incluindo livros de Tom Paine, Charles Darwin e Thomas Huxley."

### Vida pessoal, morte e legado
Marcet Haldeman e Haldeman-Julius tiveram dois filhos: Alice Haldeman-Julius Deloach (1917–1991) e Henry Haldeman-Julius (1919–1990; mais tarde, ele mudou seu nome para Henry Julius Haldeman). O casal também adotou Josephine Haldeman-Julius Roselle (n. 1910). Marcet e Emanuel se divorciaram legalmente em 1933. Marcet faleceu em 1941 e, um ano depois, Haldeman-Julius casou-se com Susan Haney.
Em junho de 1951, Haldeman-Julius foi considerado culpado de sonegação de imposto de renda por um grande júri federal, e condenado a seis meses de prisão, além de ser multado em $ 12.500. No mês seguinte, ele se afogou em sua piscina. Seu filho, Henry, assumiu os negócios de publicação do pai, e os livros continuaram a ser impressos e vendidos até a gráfica sofrer um incêndio, em 4 de julho de 1978.
Os documentos de Haldeman-Julius são mantidos na Pittsburg State University, em Pittsburg, Kansas, a poucos quilômetros de Girard, no sudeste do estado, bem como na University of Illinois, em Chicago, na Indiana University e na Universidade Estadual da Califórnia, no campus de Northridge.

## Trabalhos selecionados
- " Mark Twain: Radical ." Revista Socialista Internacional, vol. 11.2 (agosto de 1910), pp. 83–88. O primeiro artigo assinado por Haldeman-Julius.[18]
- Dust (com Marcet Haldeman-Julius). Nova York: Brentano's, 1921.
- Studies in Rationalism. Girard, KS: Haldeman-Julius Publications, 1925.
- The Militant Agnostic. Amherst, NY: Prometheus, 1995 [1926].
- My First Twenty-Five Years. Girard, KS: Haldeman-Julius Publications, 1949.
- My Second Twenty-Five Years. Girard, KS: Haldeman-Julius Publications, 1949.
- The World of Haldeman-Julius (compilado Albert Mordell). Nova York: Twayne, 1960.
- Short Works (com Marcet Haldeman-Julius). Topeka: Center for Kansas Studies, Washburn University, 1992.

## Leituras Adicionais
- Bradford, Roderick. Videoclipe sobre Haldeman-Julius do filme American Freethought ( Council for Secular Humanism, 2013).
- Brown, Melanie Ann. Five-Cent Culture at the "University in Print": Radical Ideology and the Marketplace in E. Haldeman-Julius's Little Blue Books, 1919-1929 (diss., Univ. Minnesota, 2006; veja aqui ).
- Burnett, Betty. "Haldeman-Julius, Emanuel." Biografia Nacional Americana (edd. John A. Garraty e Mark C. Carnes). Nova York: OUP, 1999. Vol. 9.
- COTHRAN, André. "The Little Blue Book Man and the Big American Parade" (diss., Univ. de Maryland, 1966).
- DAVENPORT, Tim. " O Apelo à Razão: Precursor das Publicações Haldeman-Julius", Big Blue Newsletter no. 3 (2004).
- Fielding, William J. "Príncipe dos Panfletários." The Nation, 10 de maio de 1952, pp. 452–453.
- GAYLOR, Annie Laurie. " E. Haldeman-Julius " na Freedom from Religion Foundation .
- Gunn, John W. E. Haldeman-Julius: The Man and His Work ( LBB no. 678). Girard: 1924.
- Haldeman-Julius, Emanuel. Livros de, sobre ou publicados por HJ no Internet Archive .
- Haldeman-Julius, Sue. "Um olhar íntimo sobre Emanuel Haldeman-Julius." The Little Balkans Review, vol. 2.2 (Inverno de 1981–82), pp. 1–19. Por sua segunda esposa.
- Haldeman-Julius.org, árvore genealógica de Haldeman-Julius .
- Herder, Dale M. " Haldeman-Julius, Os Pequenos Livros Azuis e a Teoria da Cultura Popular ." Revista de Cultura Popular, vol. 4.4 (Primavera de 1971), pp. 881-891.
- Herrada, Julie. " Emanuel Haldeman-Julius " em The New Encyclopedia of Unbelief (ed. Tom Flynn), pp. 374-376.
- Jacoby, Susan. Livres-pensadores: Uma História do Secularismo Americano. Nova York: Henry Holt, 2004.
- Lee, R. Alton. Editor para as missas: Emanuel Haldeman-Julius. Lincoln, NE: University of Nebraska Press, 2017.
- LEINWAND, Gerald. 1927: Maré alta dos anos vinte . NYC: Four Walls Eight Windows, 2001. pp. 293–297 ( trechos ).
- Mordel, Albert. Seguindo E. Haldeman-Julius na Filadélfia e outros lugares (ed. E. Haldeman-Julius). Girard: Haldeman-Julius, 1949.
- Mordel, Albert. " Cultura Vendedor de Girard ." The Brooklyn Jewish Center Review, vol. 33.12 (novembro de 1951), pp. 5–10.
- Potts, Rolf. " O Henry Ford da Literatura ." O Crente, vol. 6.7 (setembro de 2008).
- Ryan, William F. " Bertrand Russell e Haldeman-Julius: tornando os leitores racionais ." Russel, n. 29-32 (1978), pp. 53–64.
- Scott, Marcos. " Os livrinhos azuis na guerra contra a intolerância e o beliche ." História do Kansas, vol. 1.3 (outono de 1978), pp. 155–176.
- Victor, Jane. " Emanuel Haldeman-Julius: The Paper Giant " (Pittsburg State Axe Library).
- Wagner, RobLeicester. "Bohemia de Hollywood: as raízes da política progressista no roteiro de Rob Wagner." Santa Maria, CA: Janaway Publishing, 2016 (ISBN 978-1-59641-369-6 )
- Branco, Kevin. A primeira revolução sexual: o surgimento da heterossexualidade masculina na América moderna. NYC: Universidade de Nova York. Imprensa, 1993.
- Whitehead, Fred e Verle Muhrer (edd. ). Pensamento Livre na Fronteira Americana. Amherst, NY: Prometheus, 1992.